# تلفومین

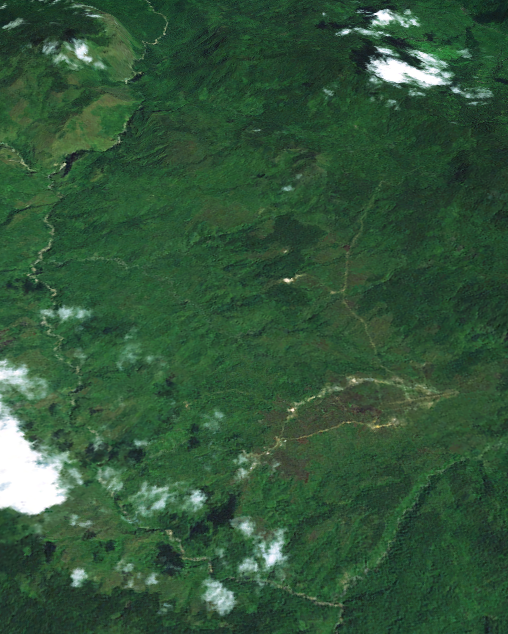
تلفومین

تلفومین یکی از شهرهای استان سپیک غربی، واقع در کشور پاپوآ گینه نو است.